# Julio Pina
Júlio Pina Neto é um político e empresário brasileiro, natural de Alto Parnaíba, Maranhão. Graduado em Gestão de Administração Pública, iniciou sua trajetória política como conselheiro tutelar em Senador Canedo, Goiás, onde atuou por três anos em defesa dos direitos de crianças e adolescentes. Em 2017, assumiu a Secretaria de Saúde de Senador Canedo, cargo do qual se afastou em fevereiro de 2018 para disputar uma vaga na Assembleia Legislativa de Goiás (Alego). Atualmente, exerce seu segundo mandato como deputado estadual, tendo sido reeleito em 2022 com 21.243 votos. Em fevereiro de 2025, assumiu o cargo de primeiro vice-presidente corregedor da Mesa Diretora da Assembleia Legislativa de Goiás, cargo que ocupará até janeiro de 2027.

## Carreira Política
Em 2018, foi eleito deputado estadual com 13.148 votos, representando os municípios de Senador Canedo, Goiânia, Buriti Alegre, Niquelândia, Gouvelândia e Alto Horizonte. Em 2022, foi reeleito com 21.243 votos. Durante a 19ª Legislatura, ocupou o cargo de 2º secretário da Mesa Diretora da Alego. Em 2023, filiou-se ao partido Solidariedade, após mais de dez anos no Partido Renovador Trabalhista Brasileiro (PRTB).

## Atuação Legislativa
Mesa Diretora da Alego: Em 1º de fevereiro de 2025, Júlio Pina assumiu o cargo de primeiro vice-presidente corregedor da Mesa Diretora da Assembleia Legislativa de Goiás, cargo que ocupará até 31 de janeiro de 2027.
Proposta de Emenda Constitucional (PEC) nº 1732/23: Apresentou a PEC nº 1732/23, que visa permitir que deputados estaduais se licenciem para assumir cargos de relevância em prefeituras, autarquias e entidades da administração pública federal, estadual ou distrital.

## Obras e Conquistas Regionais
Infraestrutura em Senador Canedo: Foi responsável pela entrega de uma passarela de 208 metros em frente ao campus do Instituto Federal de Goiás (IFG), visando garantir a segurança dos pedestres. Além disso, anunciou o início das obras de um viaduto na GO-020, que facilitará o acesso ao município e melhorará a mobilidade na região.
Equipamentos para Bombeiros: Conseguiu, por meio de emenda parlamentar, a aquisição de 14 conjuntos de proteção e combate a incêndios urbanos para o Corpo de Bombeiros de Niquelândia, com investimentos superiores a R$ 63 mil.
Saúde Mental: Visitou o Complexo de Referência Estadual em Saúde Mental Prof. Jamil Issy (CRESM) em março de 2025, reafirmando seu compromisso com o fortalecimento dos serviços prestados na área de saúde mental e reabilitação química.

## Relações Institucionais
União dos Vereadores do Estado de Goiás (UVG): Em dezembro de 2024, foi convidado para ser o novo padrinho da UVG, reforçando a colaboração entre deputados estaduais e vereadores para promover melhorias nas cidades goianas.